# Park i kupalište Šoulavy u Kaštel Lukšiću
Park i kupalište u Kaštel Lukšiću, uređena parkovna i kupališna površina.

## Opis dobra
Građena je od 1590. do 1910. godine.
Predstavlja prostornu cjelinu unutar predjela Brca. Krajnja točka parka i kupališta na zapadu je kaštel Rušinac (kraj 15. st.). Na istoku cjelina završava koritom bujice Majurine. Jedan od ogranaka potoka Rušinca presijeca park i kupalište u zapadnom dijelu. Na sjeveru je kaštel Tartaglia (početak 17. st.), poslije poznat kao pansion Šoulavy po češkome liječniku koji ga je kupio i prenamijenio u pansion, prvi u Kaštelima. Dr Henrik Šoulavy je pred njim uredio prvu turističku plažu (1910. – 1912.), betonirao plato i pristanište, izgradio kabine i uveo razne rekreacijske sadržaje za turiste. Drvored topola je posađen uz put koncem 19. stoljeća te je uređeno poznato šetalište Rampada (danas dio ulice Miljenka i Dobrile). Među betonskim gatovima koje je sagradio Šoulavy formirale su se dvije šljunčane plaže.
2002. godine park koji je formiran uz kupalište predložen je za spomenik prirode. 2012. godinu kupalište i park dočekali su prilično zapušteni.

## Zaštita
Pod oznakom P-5594 zavedeni su kao nepokretno kulturno dobro - pojedinačno, pravna statusa preventivno zaštićena kulturnog dobra, klasificirano kao "ostalo".